# Simulium posticatum
Simulium posticatum là một loài ruồi đen trong họ Simuliidae.

## Phân bổ
Cộng hòa Czech, Đan Mạch, Phần Lan, Pháp, Latvia, Đức & Áo, Belarus, Bỉ, Nam Anh, Litva, Luxembourg, Hà Lan, Na Uy, Ba Lan, Tây Nga & Tây Siberia, Slovenia, Thụy Điển, Thổ Nhĩ Kỳ, Ukraina